# Mieczysław Weinberg
Mieczysław Weinberg, ook Moisey Vainberg, Moisey Samuilovich Vaynberg (Russisch: Моисей Самуилович Вайнберг; Pools: Mieczysław Wajnberg) (Warschau, 8 december 1919 – Moskou, 26 februari 1996) was een Sovjet-Russische componist van Pools-Joodse geboorte.

## Naamgeving
Mieczysław Weinberg werd in Polen geboren. Hij was Joods. Door zijn omzwervingen en de behandeling van het ‘Joodse vraagstuk’ in Rusland werd hij ook bekend onder de namen Wainberg, Vaynberg, etc. Ook op sommige cd-uitgaves staan andere spellingen van zijn naam vermeld. 
Zijn voornaam wordt ook wel als Moishei, Moisey of Moses gebracht; dat is ook incorrect.
De verwarring is waarschijnlijk in 1939 ontstaan toen hij naar Rusland vluchtte en een douaneambtenaar de namen van de familieleden bewust verkeerd in de douanedocumenten veranderde om de Joodse associaties eruit te halen.

## Leven
Zijn familie kwam oorspronkelijk uit Bessarabië. Daar werden familieleden tijdens de Kishinyov-pogrom in 1903 vermoord. Zij emigreerden daarna naar Warschau, waar zijn vader als musicus verbonden raakte aan het Joodse theater. Hij studeerde piano bij Józef Turczyński aan het conservatorium van Warschau. Al gauw werden zijn muzikale talenten ontdekt, onder andere door Józef Hofmann, en geprezen.
Tijdens de nazi-Duitse invasie in Polen in 1939 vluchtte hij naar Minsk, in de Sovjet-Unie. Zijn ouders en zuster bleven in Polen en werden vermoord in het kamp van Trawniki. In Minsk studeerde hij compositieleer onder Vasily Zolotaryov die een voormalige student van Nikolaj Rimski-Korsakov en Mili Balakirev was.
De ochtend na Weinbergs diploma-uitreiking in juni 1941 viel nazi-Duitsland de Sovjet-Unie binnen en werd hij geëvacueerd naar Tasjkent.
Daar werkte hij bij de opera en ontmoette allerlei belangrijke personen die ook geëvacueerd waren. Onder hen was ook de beroemde directeur van Het Joods Theater in Moskou, Solomon Mikhoels. Hij trouwde met diens dochter, Natalija Vovsi.
Onder de indruk van Weinbergs eerste symfonie regelde Dmitri Sjostakovitsj in 1943 dat Weinberg naar Moskou kon komen. Daar bleef hij tot het einde van zijn leven.
Na de Tweede Wereldoorlog laaide het antisemitisme in de Sovjet-Unie op. In januari 1948 werd zijn schoonvader door de geheime politie vermoord en vele Joden met een culturele achtergrond werden gearresteerd en later doodgeschoten. Weinberg bleef buiten schot, maar in 1953 werd hij gearresteerd met de aanklacht dat hij een Joodse republiek in de Krim op zou willen richten. Sjostakovitsj nam het voor Weinberg op in een brief aan Stalins rechterhand Beria, maar waarschijnlijk ontsnapte Weinberg vooral aan de dood doordat Jozef Stalin op 5 maart 1953 overleed.
In de jaren daarna componeerde Weinberg veel filmmuziek. De bekendste oorlogsfilm was Flying the Cranes, bekroond met een Palme d'Or op het filmfestival van Cannes in 1958.
Vanaf dat moment bracht Weinberg bijna zijn hele leven door in Moskou. Slechts één keer, in 1966, kwam hij  terug naar Warschau. Hij componeerde veel en voerde soms als pianist de werken van Sjostakovitsj in het openbaar uit. Hij bleef schrijven voor films, waaronder tekenfilms, zoals de meest populaire animatiefilm met zijn muziek, Teddy Bear, geregisseerd door Fyodor Chitruk. In 1971 ontving hij de titel van " Verdienstelijke Kunstenaar van de Russische Socialistische Sovjet Republiek, en in 1990 USSR Staatsprijs. Ter gelegenheid van zijn 75e verjaardag in 1994 ontving hij de prijs "Verdienstelijk voor de Poolse cultuur". Kort voor zijn dood werd hij gedoopt in de orthodoxe kerk. Hij is begraven op de begraafplaats Domodedowski in Moskou.

## Werk
Hij componeerde 26 symfonieën en 17 strijkkwartetten en vele andere werken. Het grootste gedeelte van zijn werk werd in Rusland door de beroemdste en bekendste musici en orkesten uitgevoerd, onder andere door David Oistrakh, Emil Gilels, Rudolf Barshai en Mstislav Rostropovitsj. 
De componist Aram Khachaturian stelde dat Weinberg een van de vier componisten was die Dmitri Sjostakovitsj hoog in het vaandel had staan: Nina Makarova, Tikhon Khrennikov, Boris Tsjaikovski en Weinberg. (Dat Sjostakovitsj Khrennikov genoemd zou hebben is verbazend omdat hij een van de saaiste en meest formele Russische componisten is geweest. Waarschijnlijk hadden Sjostakovitsj en Khachaturian hier politiek sarcastische bedoelingen mee).
Tussen Weinberg en Dmitri Sjostakovitsj werd het gewoonte om elkaar hun werken te laten zien voordat ze werden uitgevoerd en gepubliceerd.
Sjostakovitsj liet het nooit zover komen dat muzikale suggesties van anderen hem een werk deden aanpassen. Hierop was één uitzondering: Weinbergs opmerkingen bij het vierde strijkkwartet in 1949.
Overeenkomsten tussen de werken van Weinberg en Sjostakovitsj zijn talrijk. Het begin van Weinbergs vierde en vijfde symfonie zou ook door Sjostakovitsj gecomponeerd kunnen zijn. Delen uit Dmitri Sjostakovitsj twaalfde en dertiende symfonie klinken weer in Weinbergs werk.
Weinberg was bijzonder gesteld op de creatieve mogelijkheden van het strijkorkest. Hij stelde ‘ik heb vaak niet meer nodig dan een goed strijkorkest om mijn gevoelens in muziek tot uiting te brengen’. Voorbeelden zijn de tweede en tiende symfonie en de kamersymfonieën. 
Zijn werken werden door de Sovjetautoriteiten regelmatig geprezen, vooral in het naoorlogse klimaat.
Toch kon een Joodse componist nooit zeker van zijn zaak zijn. De officiële ontvangst van zijn werk was wisselend en heel inconsistent.
Daar waar Dmitri Sjostakovitsj een onaantastbare grootheid was geworden gold dat zeker niet voor Weinberg (en vele anderen). Vaak dreigde arrestatie en net als Sjostakovitsj had Weinberg altijd een koffertje klaarstaan om bij een eventuele arrestatie nog iets te kunnen meenemen.
In 1948 werd de eerste Sinfonietta openlijk door de autoriteiten geprezen terwijl dit werk toch duidelijke verwijzingen naar Joodse muziek in zich heeft.
Andere werken werden weer op de, nooit gepubliceerde en inofficiële, zwarte lijst gezet. Dit was de beruchte ‘Prikaz no. 17’.
Vele malen nam Weinberg, net als Sjostakovitsj, een loopje met de muziekkennis van de autoriteiten. Zijn Rapsodie op Moldavische thema’s op.47, no.1 wemelt dermate van Joodse associaties dat het onbegrijpelijk is dat dit werk officieel werd geprezen. Een andere versie van dit werk voor viool en orkest werd door David Oistrakh in 1953 in première gebracht en dezelfde avond werd Weinberg gearresteerd.

## Opnames
In het Westen was Weinberg tot voor kort alleen bij kenners bekend maar stilaan groeit het aantal bewonderaars. Dit is mede te danken aan het cd-label OLYMPIA, dat veel van zijn werken in originele uitvoering uitbracht, en aan musicologen zoals Per Skans. Ondertussen wordt meer en meer werk van Weinberg beschikbaar voor de hartstochtelijke muziekliefhebber.
Het Engelse label Chandos is in 2004 gestart met een registratie van alle symfonieën van Weinberg met het Pools Nationaal Radio-orkest, Katowice onder leiding van Gabriel Chmura.
Het Quatuor Danel heeft alle strijkkwartetten opgenomen voor het label CPO. Ook van de altvioolsonates (Julia Rebekka Adler voor het label Neos), de vioolsonates en de cellosonates zijn uitvoeringen verkrijgbaar.

## Lijst van orkestrale composities
- Symfonie #1, op.10, 1942;
- Symfonie #2, op.30, voor strijkers, 1946;
- Sinfonietta #1, op.41, 1948;
- Concert voor viool en strijkorkest, op.42, 1948;
- Celloconcert, op.43, 1956;
- Symfonie #3, op. 45, 1949;
- Rapsodie op Moldavische thema’s, op.47a, 1950;
- Poolse Suite, op.47b, 1950;
- Moldavische Rapsodie, op.47c, voor viool en orkest, 1953;
- Serenade, op.47d, 1951;
- Fantasie voor cello en orkest
- Symfonie #4, op.61, 1957, revisie in 1961;
- Vioolconcert, op.67, 1959;
- Sinfonietta #2, op.74, voor strijkers en slagwerk, 1960;
- Fluitconcert, strijkers, op.75, 1961;
- Symfonie #5, op.76, 1962;
- Symfonie #6, op.79, voor jongenskoor en orkest, 1963;
- Symfonie #7, op.81, voor strijkers en klavecimbel, 1964;
- Symfonie #8, ‘Tsvet Pol’shi’, op.83, voor tenor, koor en orkest, 1964;
- Symfonie #9, op.93, voor verteller, koor en orkest, 1967;
- Trompetconcert, op.95, 1967;
- Symfonie #10, op.98, voor strijkers, 1968;
- Symfonie #11, op.101, voor koor en orkest, 1970;
- Klarinetconcert, op.104, 1971;
- Symfonie #12, op.114 [ter nagedachtenis aan Dmitri Sjostakovitsj], 1976;
- Symfonie #14, op.117, 1977;
- Symfonie #15, op.119, voor sopraan, bariton, vrouwenkoor en orkest [‘Ik geloof in deze aarde’];
- Symfonie #16, op.131, 1981;
- Symfonie #17, op.137, 1982 [Gedachtenis];
- Symfonie #18, op.138, voor koor en orkest, 1984 [Oorlog – ‘ er is geen wreder woord’];
- Symfonie #19, op.142, 1985 [Heldere mei];
- Vredesvaandels, symfonisch gedicht, op.143, 1986;
- Kamersymfonie #1, op.145, voor strijkers, 1986;
- Kamersymfonie #2, op.147, voor pauken en strijkers, 1987;
- Fluitconcert nr. 2
- Kamersymfonie #3, op.151, voor strijkers, 1991;
- Kamersymfonie #4, op.153, voor klarinet en strijkers, 1992

De symfonieën 17 tot en met 19 vormen een trilogie: ‘Op de drempel van Oorlog’.
Nr. 1 · Nr. 2 · Nr. 3 · Nr. 4 · Nr. 5 · Nr. 6 · Nr. 7 · Nr. 8 · Nr. 9 · Nr. 10 · Nr. 11 · Nr. 12 · Nr. 13 · Nr. 14 · Nr. 15 · Nr. 16 · Nr. 17 · Nr. 18 · Nr. 19 · Nr. 20 · Nr. 21 · Nr. 22
- Bibsys: 1470399608875
- Biblioteca Nacional de España: XX5341965
- Bibliothèque nationale de France: cb13955620n (data)
- Catàleg d'autoritats de noms i títols de Catalunya: 981058609790706706
- CiNii: DA11836108
- Gemeinsame Normdatei: 124416225
- International Standard Name Identifier: 0000 0001 2120 4377
- Library of Congress Control Number: n80098388
- Nationale Bibliotheek van Letland: 000089143
- MusicBrainz: 554fbabf-54f4-4640-8eb6-88693b6085c7
- Bibliotheek van het Japanse parlement: 001181623
- Nationale Bibliotheek van Tsjechië: xx0035207
- Nationale Bibliotheek van Israël: 987007583549905171
- Nationale en Universitaire bibliotheek Zagreb: 000760396
- Nederlandse Thesaurus van Auteursnamen: 155441027
- Réseau des bibliothèques de Suisse occidentale: 02-A000169295
- LIBRIS: 387196
- Système universitaire de documentation: 13458094X
- Virtual International Authority File: 10039820
- WorldCat: E39PBJc7Rp4WXGDDYHHVMCHpyd